# Cornwall and West Plymouth (circonscription du Parlement européen)
Cornwall and West Plymouth était une circonscription du Parlement européen couvrant les Cornouailles et Plymouth en Angleterre. Avec Somerset and North Devon, c'était l'une des deux premieres circonscriptions à élire un MEPs libéral-démocrate au Parlement européen.
Avant l’adoption uniforme de la représentation proportionnelle en 1999, le Royaume-Uni utilisait le système uninominal à un tour pour les élections européennes en Angleterre, en Écosse et au pays de Galles. Les conscriptions du Parlement européen utilisées dans ce système étaient plus petites que les circonscriptions régionales les plus récentes et ne comptaient chacune qu'un seul membre au Parlement européen.

## Limites
La circonscription se composait des circonscriptions du Parlement de Westminster de Falmouth and Camborne, North Cornwall, Plymouth Devonport, Plymouth Drake, St Ives, South East Cornwall et Truro.
Cornwall and West Plymouth a été créé en 1994 pour remplacer Cornwall and Plymouth. Il est devenu une partie de la circonscription beaucoup plus grande de l'Angleterre du Sud-Ouest en 1999.

## Membre du Parlement européen
| Élection                                   | Élection | Portrait                                                                     | Membre                                                                       | Parti                                                                        |
| ------------------------------------------ | -------- | ---------------------------------------------------------------------------- | ---------------------------------------------------------------------------- | ---------------------------------------------------------------------------- |
| partie du Cornwall and Plymouth avant 1994 |          |                                                                              |                                                                              |                                                                              |
|                                            | 1994     |                                                                              | Robin Teverson                                                               | Libéral démocrate                                                            |
| 1999                                       | 1999     | circonscription abolie, partie de l'Angleterre du Sud-Ouest à partir de 1999 | circonscription abolie, partie de l'Angleterre du Sud-Ouest à partir de 1999 | circonscription abolie, partie de l'Angleterre du Sud-Ouest à partir de 1999 |

## Résultats des élections
Les candidats élus sont indiqués en gras.
| Parti         | Parti                                       | Candidat            | Voix    | %    | ± |
| ------------- | ------------------------------------------- | ------------------- | ------- | ---- | - |
|               | Libéral Démocrate                           | Robin Teverson      | 91,113  | 41,9 | ' |
|               | Conservateur                                | Christopher Beazley | 61,615  | 28,3 |   |
|               | Travailliste                                | Dorothy Kirk        | 42,907  | 19,7 |   |
|               | UKIP                                        | P. E. Garnier       | 6,466   | 3,0  |   |
|               | Libéral                                     | Paul Holmes         | 6,414   | 2,9  |   |
|               | Green                                       | K. L. Westbrook     | 4,372   | 2,0  |   |
|               | Mebyon Kernow                               | Loveday Jenkin      | 3,315   | 1,5  |   |
|               | Natural Law                                 | Francis Lyons       | 921     | 0,4  |   |
|               | Subsidiarity                                | M. G. Fitzgerald    | 606     | 0,3  |   |
| Majorité      | Majorité                                    | Majorité            | 29,498  | 13,6 |   |
| Participation | Participation                               | Participation       | 217,729 | 44,9 |   |
|               | Libéral Démocrate vainqueur (nouveau siège) |                     |         |      |   |